# Копальня Ангаур

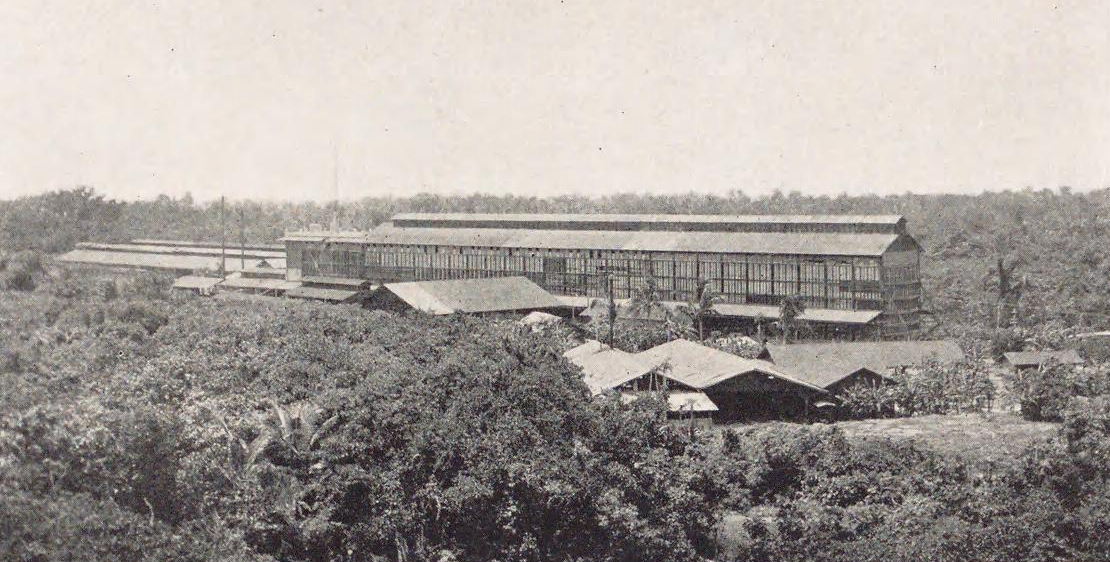
Будівля збагачувальної фабрики

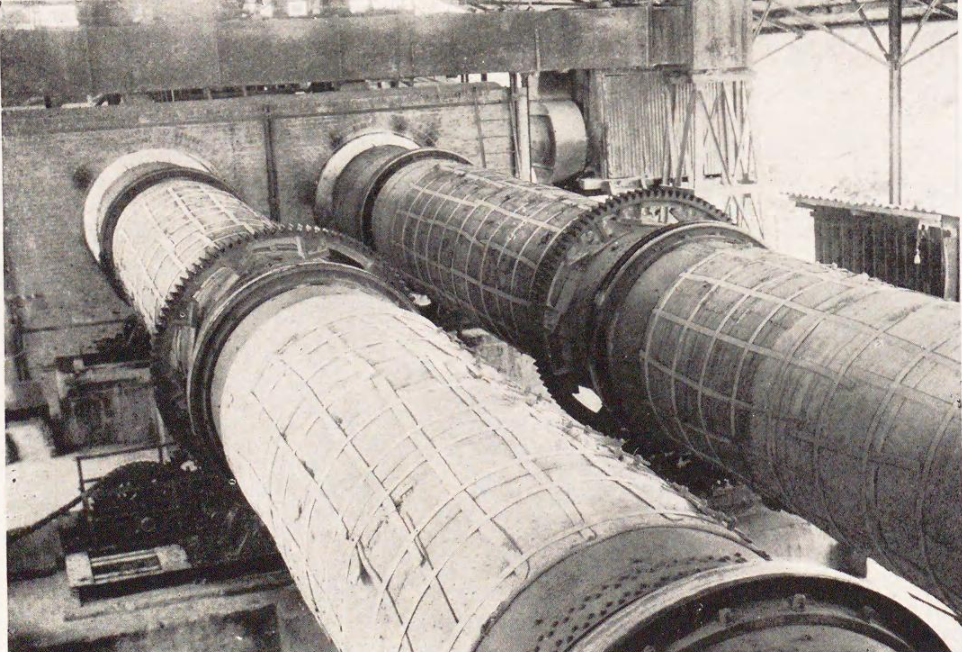
Печі для сушки руди

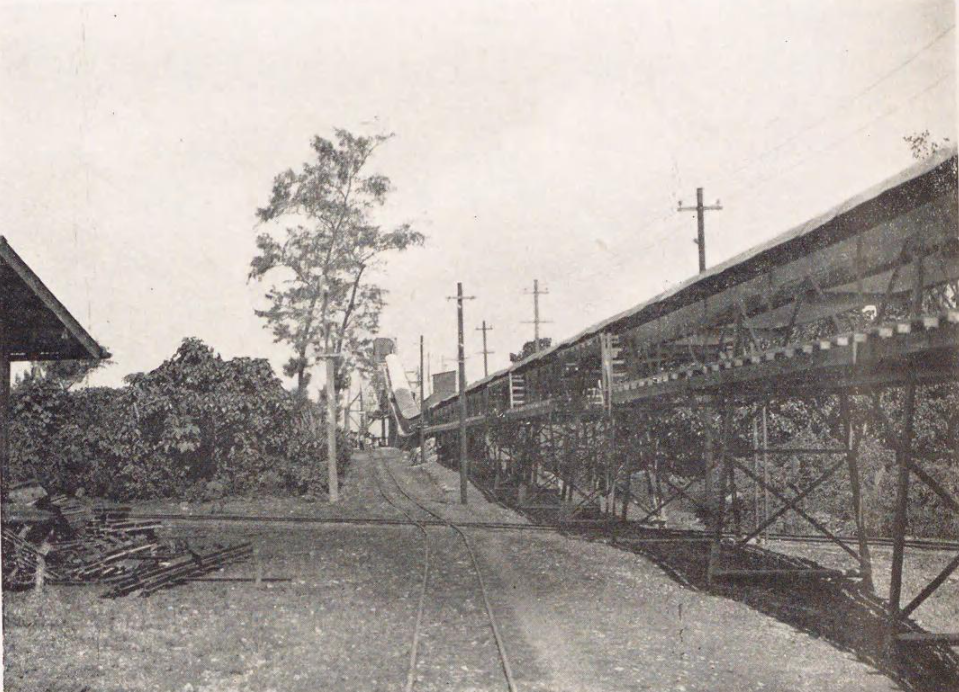
Транспортування фосфоритів

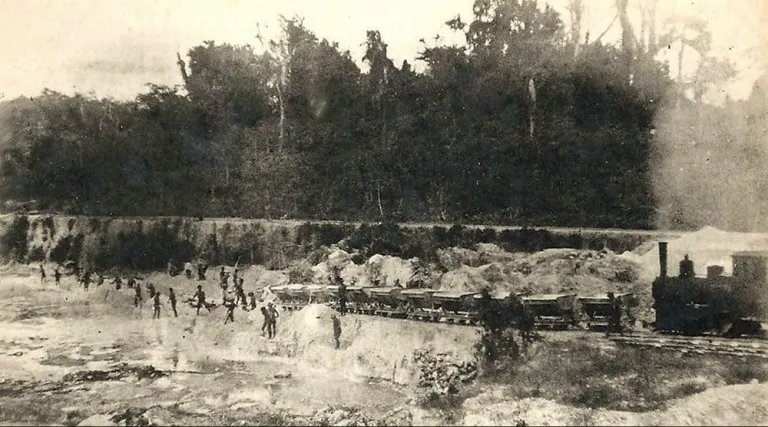
Один з кар'єрів копальні

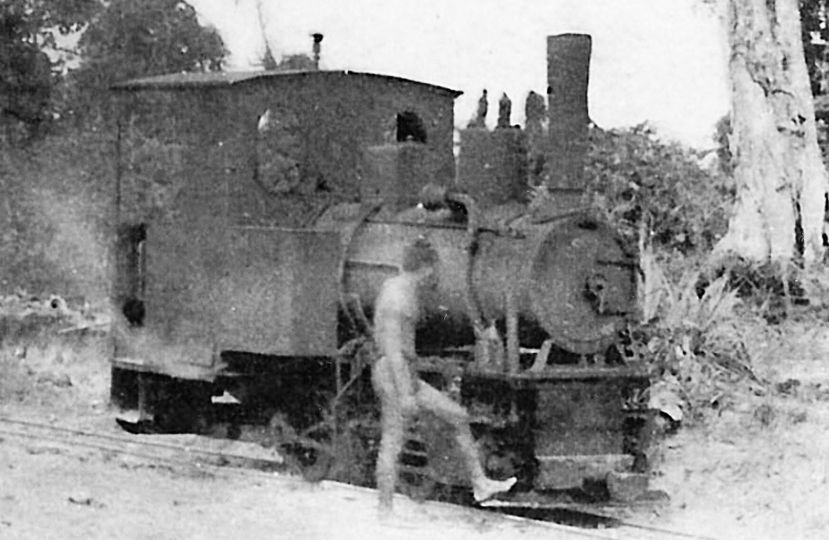
Один з локомотивів копальні

Копальня Ангаур — колишній гірничодобувний майданчик у Мікронезії на острові Ангаур (архіпелаг Палау).
Невдовзі після купівлі Німеччиною Каролінських островів тут виявили поклади фосфоритів, найбільш привабливі з яких були на Ангаурі та мали вміст фосфату кальцію у 68 %. Права на їх розробку отримала компанія Deutsche Südseephosphat Aktiengesellschaft (DSPAG, German South Sea Phosphate Company Limited), що організувала доправку з Германії необхідного обладнання і в 1909 році видала першу продукцію. У 1912-му на острів привезли розібрану на елементи будівлю переробної фабрики розмірами 100х18х18 метрів.
Розробка велась відкритим способом з використанням ручної праці. Через погані умови та суворе поводження з робітниками доволі швидко їх стало важко вербувати, так що до робіт залучили біля сотні ув'язнених, що були відправлені на Палау після заворушень на острові Понпеї (східна частина Каролінського архіпелагу).
Видобута руда проходила на зазначеній вище фабриці сушку, при цьому на першому етапі печі споживали наявну на острові деревину. Доставку руди на фабрику та подальший вивіз товарної продукції забезпечувала залізниця, колії якої мали сукупну довжину біля 10 кілометрів, а тяговий склад отримав 5 локомотивів. Через розташований на західному узбережжі відвантажувальний пункт фосфорити відправлялись до порту Корор (на однойменному острові архіпелагу Палау), де перевантажувались на великі судна для відправки споживачам. Щоб полегшити вивіз фосфоритів в 1909-му германці за допомогою вибухівки підірвали секцію рифу Ангауру. Також в якийсь момент додали допоміжний відвантажувальний пункт на північному узбережжі острова, що давало можливість гнучко реагувати на погодні умови.
Якщо в 1909-му експорт склав лише 9 тисяч тон, то вже наступного року він зріс до 36 тисяч тонн, а в 1913-му досягнув 89 тисяч тонн, всього ж з 1909 по 1913 роки DSPAG видобула 236 тисяч тонн фосфоритів, які принесли великий прибуток (є відомості, що лише урядова частка виявилась вищою, аніж доходи за три десятки років управління всією германською колонією на Новій Гвінеї). Також є дані, що накопичений видобуток з 1909 по 1914 роки склав 285 тисяч тонн.
У 1914 році з початком Першої світової війни Каролінські острови перейшли під контроль Японії, а копальня продовжила діяльність під управлінням Nan'yo Kohatsu KK (South Sea Development Company). Серед удосконалень японського періоду можливо назвати механізацію видобутку та конвеєрну систему, яка доправляла продукцію на інший бік рифу для завантаження на судна. В процесі розробки найбільший кар'єр досягув глибини у три десятки метрів, так що його дно опинилось нижче рівня моря на два метра і, враховуючи просочування морської води через тріщинуваті вапняки, довелось встановити насоси для її відкачування.

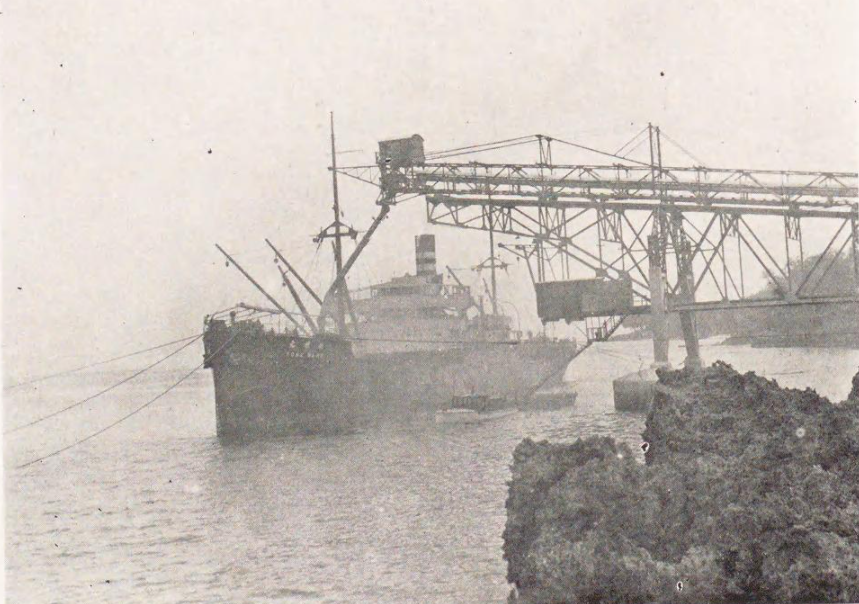
Завнтаження фосфоритів на судно

У середині 1930-х японці почали приділяти все більше уваги політиці самозабезпечення, що, зокрема, знайшло відображення в нарощуванні видобутку на Ангаурі, який між 1935 та 1939 роками зріс з 78 до 143 тисяч тонн на рік.
У 1943-му на тлі викликаних воєнними діями логістичних проблем обсяги видобутку суттєво скоротились, а в 1944-му під час битви за Ангаур споруди копальні зазнали великих пошкоджень (при цьому в 1944-му з Ангауру все-таки змогли вивезти біля 25 тисяч тонн фосфоритів, що робило його другим виробником в Японії після острова Кітадайто). Всього ж за період з 1915 по 1944 роки японці змогли вилучити 2,8 млн тонн фосфоритів.
У 1946—1947 роках певні видобувні роботи на Ангаурі провадив американський підрядник під контролем ВМС США, а з 1949-го в межах зусиль з післявоєнного відновлення сільського господарства Японії дозволили відновити розробку японській компанії Rinko Kaihatsu Kaisha (Phosphate Mining Co., Ltd.). Цей останній етап видобутку тривав до 1955-го, при цьому всього з 1946 по 1955 роки вилучили біля 400 тисяч тонн фосфоритів.